# Oculimacula
Genre
Oculimacula est un genre de champignons ascomycètes de l'ordre des Helotiales.
Ce genre comprend plusieurs espèces de champignons phytopathogènes, responsable du piétin-verse, importante maladie cryptogamique du blé.

## Liste d'espèces
Selon Catalogue of Life (14 novembre 2015) :
- Oculimacula acuformis (Boerema, R. Pieters & Hamers) Crous & W. Gams 2003
- Oculimacula yallundae (Wallwork & Spooner) Crous & W. Gams 2003

Selon Index Fungorum (14 novembre 2015) :
- Oculimacula acuformis (Boerema, R. Pieters & Hamers) Crous & W. Gams 2003
- Oculimacula aestiva (Nirenberg) Crous 2014
- Oculimacula anguioides (Nirenberg) Crous 2014
- Oculimacula yallundae (Wallwork & Spooner) Crous & W. Gams 2003